# Löpning 1 500 meter
1 500 meter löpning är en gren, som ingår i såväl det olympiska programmet som i världsmästerskapen i friidrott. Grenen har funnits med på OS-programmet sedan starten 1896 och löptes av kvinnor, vid olympiska spel, första gången 1972. Endast en löpare, Sebastian Coe, har dubbelt OS-guld på distansen.

## Historik, blått band
En av de främsta 1500-meterslöparna genom tiderna är Herb Elliott, som tog guld vid OS-1960.
På herrsidan dominerades grenen under 1940-talet av svenskarna Gunder Hägg, Arne Andersson och Lennart Strand och under 1980-talet av de brittiska löparna Sebastian Coe, Steve Ovett och Steve Cram. Från och med 1990-talet har stjärnorna på 1500 meter kommit från norra Afrika med namn som Saïd Aouita, Noureddine Morceli och Hicham El Guerrouj. På damsidan är det flera nationer som placerat sig högt upp på topplistorna genom åren. Ryskan Tatjana Kazankina var grenens stora stjärna under 1970- och 1980-talen men 1993 slogs hennes rekord av kinesiskan Yunxia Qu. Sju av de tio bästa resultaten som någonsin gjorts på damsidan på 1 500 meter har presterats av kinesiskor.
1 500 meter brukar ofta kallas "löpningens blå band".

## De tio bästa tiderna på 1 500 meter

### Män
Uppdaterat den 12 juli 2024
| Rank | Res.    | Namn               | Nation   | Datum           | Plats   |
| ---- | ------- | ------------------ | -------- | --------------- | ------- |
| 1.   | 3.26,00 | Hicham El Guerrouj | Marocko  | 14 juli 1998    | Rom     |
| 2.   | 3.26,34 | Bernard Lagat      | Kenya    | 24 augusti 2001 | Bryssel |
| 3.   | 3.26,69 | Asbel Kiprop       | Kenya    | 17 juli 2015    | Monaco  |
| 4.   | 3.26,73 | Jakob Ingebrigtsen | Norge    | 12 juli 2024    | Monaco  |
| 5.   | 3.27,37 | Noureddine Morceli | Algeriet | 12 juli 1995    | Nice    |
| 6.   | 3.27,64 | Silas Kiplagat     | Kenya    | 18 juli 2014    | Monaco  |
| 7.   | 3.28,12 | Noah Ngeny         | Kenya    | 11 augusti 2000 | Zürich  |
| 8.   | 3.28,28 | Timothy Cheruiyot  | Kenya    | 9 juli 2021     | Monaco  |
| 9.   | 3.28,75 | Taoufik Makhloufi  | Algeriet | 17 juli 2015    | Monaco  |
| 10.  | 3.28,76 | Mohamed Katir      | Spanien  | 9 juli 2021     | Monaco  |

### Kvinnor
Uppdaterat den 7 mars 2024
| Rank | Res.    | Namn              | Nation        | Datum             | Plats       |
| ---- | ------- | ----------------- | ------------- | ----------------- | ----------- |
| 1.   | 3.49,11 | Faith Kipyegon    | Kenya         | 2 juni 2023       | Florens     |
| 2.   | 3.50,07 | Genzebe Dibaba    | Etiopien      | 17 juli 2015      | Fontvieille |
| 3.   | 3.50,46 | Qu Yunxia         | Kina          | 11 september 1993 | Peking      |
| 4.   | 3.50,98 | Jiang Bo          | Kina          | 18 oktober 1997   | Shanghai    |
| 5.   | 3.51,34 | Lang Yinglai      | Kina          | 18 oktober 1997   | Shanghai    |
| 6.   | 3.51,92 | Wang Junxia       | Kina          | 11 september 1993 | Peking      |
| 7.   | 3.51,95 | Sifan Hassan      | Nederländerna | 5 oktober 2019    | Doha        |
| 8.   | 3.52,47 | Tatjana Kazankina | Sovjetunionen | 13 augusti 1980   | Zürich      |
| 9.   | 3.53,91 | Yin Lili          | Kina          | 18 oktober 1997   | Shanghai    |
| 10.  | 3.53,93 | Diribe Welteji    | Etiopien      | 16 september 2023 | Eugene      |

### Fotnoter
1. ↑  ”Ramzi vann löpningens blå band”. Sveriges Radio. 10 augusti 2005. Arkiverad från originalet den 18 april 2013. https://archive.is/20130418102630/http://sverigesradio.se/sida/artikel.aspx?programid=2306&artikel=671337. Läst 12 april 2013.
2. ↑  "London 1948". Arkiverad 7 september 2014 hämtat från the Wayback Machine. Sok.se, 2008. Läst 12 april 2013.
3. ↑  Hedman, Jonas (2012-06-07): "Utmärkt säsongsöppning av Spårvägens Moa Hjelmer i Oslo". Diamondleague-stockholm.com. Läst 12 april 2013.